# Vergaio
Vergaio is een plaats (frazione) in de Italiaanse gemeente Prato.